# Colt Canada
Colt Canada er en våbenproducent der er beliggende i Kitchener i Ontario, Canada.
Colt Canada er ejet af Colt's Manufacturing Company. Tidligere var firmaet kendt som Diemaco, men 20. maj 2005 blev det opkøbt af Colt's, og det er siden blevet omdøbt.
Colt Canada fremstiller håndvåben til Canadas militær og politistyrker. Firmaet eksporterer også våben internationalt, blandt andet til Danmark, der bruger firmaets C7, C8 og LSW våben under betegnelserne Gevær M/95 (C7), Karabin M/96 (C8) og LSV M/04 (LSW). Våbnet "M/96" ligner er bygget over den samme platform som de lidt mere kendte Colt M4A1 Carbine. Desuden eksporterer firmaet til Holland, Norge og Storbritannien.